# Jakob Schuh
Jakob Schuh (Munique, 26 de março de 1976) é um produtor de cinema estadunidense. Foi indicado ao Oscar de melhor curta-metragem de animação na edição de 2018 pela realização da obra Revolting Rhymes.